# I liga brazylijska w piłce nożnej (1997)
Brazylia 1997
Mistrzem Brazylii został klub CR Vasco da Gama, natomiast wicemistrzem Brazylii - klub SE Palmeiras.
Do Copa Libertadores w roku 1998 zakwalifikowały się następujące kluby:
- CR Vasco da Gama (mistrz Brazylii)
- Grêmio Porto Alegre (zwycięzca Copa do Brasil)
- Cruzeiro EC (obrońca tytułu)

Do Copa Mercosur w roku 1998 zakwalifikowały się następujące kluby:
- CR Vasco da Gama
- Grêmio Porto Alegre
- Cruzeiro EC
- SE Palmeiras
- CR Flamengo
- São Paulo
- Corinthians Paulista

Do Copa CONMEBOL w roku 1998 zakwalifikowały się następujące kluby:
- Atlético Mineiro
- Santos FC
- América Natal
- Sampaio Corrêa FC

Cztery ostatnie w tabeli fazy ligowej kluby spadły do drugiej ligi (Campeonato Brasileiro Série B):
- EC Bahia
- Criciúma
- Fluminense FC
- União São João EC

Na miejsce spadkowiczów awansowały dwa najlepsze kluby drugiej ligi:
- América Mineiro (mistrz II ligi)
- AA Ponte Preta (wicemistrz II ligi)

Pierwsza liga zmniejszona została z 26 do 24 klubów.

## Campeonato Brasileiro Série A - sezon 1997

### Kolejka 1
| Mecze 5-6 lipca 1997                         |
| -------------------------------------------- |
| Grêmio Porto Alegre - São Paulo 0:0          |
| SE Palmeiras - Fluminense FC 4:1             |
| Paraná Clube - Sport Recife 2:1              |
| EC Juventude - Goiás EC 0:0                  |
| Corinthians Paulista - SC Internacional 1:3  |
| Portuguesa - Coritiba FBC 1:0                |
| CA Bragantino - EC Bahia 3:1                 |
| CR Flamengo - Santos FC 2:3                  |
| Cruzeiro EC - Guarani FC 3:1                 |
| Athletico Paranaense - União São João EC 2:0 |
| América Natal - Criciúma 1:1                 |

| Data                | Mecz                                    |
| ------------------- | --------------------------------------- |
| 4 listopada 1997    | CR Vasco da Gama - Atlético Mineiro 2:0 |
| 7 października 1997 | EC Vitória - Botafogo FR 3:2            |

### Kolejka 2
| Mecze 9-10 lipca 1997                 |
| ------------------------------------- |
| EC Bahia - CR Flamengo 1:0            |
| Criciúma - Corinthians Paulista 1:1   |
| Fluminense FC - Cruzeiro EC 1:1       |
| SC Internacional - Portuguesa 2:1     |
| Guarani FC - Athletico Paranaense 3:1 |
| União São João EC - Paraná Clube 0:2  |
| Coritiba FBC - EC Vitória 1:1         |
| Goiás EC - Grêmio Porto Alegre 6:0    |
| Sport Recife - América Natal 1:1      |
| Atlético Mineiro - SE Palmeiras 0:1   |
| São Paulo - CA Bragantino 1:1         |

| Data          | Mecz                           |
| ------------- | ------------------------------ |
| 23 lipca 1997 | Botafogo FR - EC Juventude 0:2 |

### Kolejka 3
| Mecze 12-13 lipca 1997                      |
| ------------------------------------------- |
| Goiás EC - Botafogo FR 0:0                  |
| Paraná Clube - Santos FC 2:0                |
| Coritiba FBC - Sport Recife 2:0             |
| CR Flamengo - Criciúma 2:0                  |
| CA Bragantino - Fluminense FC 3:1           |
| SE Palmeiras - Guarani FC 1:1               |
| Corinthians Paulista - EC Juventude 1:0     |
| EC Vitória - Portuguesa 4:4                 |
| Grêmio Porto Alegre - União São João EC 1:1 |
| Athletico Paranaense - Atlético Mineiro 4:2 |
| Cruzeiro EC - SC Internacional 0:0          |
| América Natal - EC Bahia 1:1                |

| Data          | Mecz                             |
| ------------- | -------------------------------- |
| 23 lipca 1997 | CR Vasco da Gama - São Paulo 2:1 |

### Kolejka 4
| Mecze 16-17 lipca 1997                      |
| ------------------------------------------- |
| Fluminense FC - EC Vitória 0:0              |
| EC Juventude - SE Palmeiras 2:1             |
| Portuguesa - Grêmio Porto Alegre 3:0        |
| Paraná Clube - CA Bragantino 4:0            |
| EC Bahia - Coritiba FBC 1:1                 |
| Criciúma - Guarani FC 1:3                   |
| América Natal - União São João EC 3:1       |
| Sport Recife - Athletico Paranaense 3:1     |
| Goiás EC - CR Flamengo 1:4                  |
| Corinthians Paulista - CR Vasco da Gama 2:1 |
| Cruzeiro EC - São Paulo 0:5                 |
| Botafogo FR - Atlético Mineiro 2:0          |
| SC Internacional - Santos FC 2:0            |

### Kolejka 5
| Mecze 19-20 lipca 1997                   |  |
| ---------------------------------------- |  |
| Portuguesa - CR Flamengo 3:0             |  |
| Guarani FC - Corinthians Paulista 2:2    |  |
| Athletico Paranaense - EC Bahia 4:3      |  |
| CR Vasco da Gama - EC Juventude 3:3      |  |
| São Paulo - Fluminense FC 2:1            |  |
| Coritiba FBC - Botafogo FR 3:3           |  |
| SE Palmeiras - América Natal 4:0         |  |
| Santos FC - Goiás EC 3:0                 |  |
| CA Bragantino - Criciúma 1:0             |  |
| União São João EC - SC Internacional 2:2 |  |
| Atlético Mineiro - Cruzeiro EC 2:1       |  |
| Grêmio Porto Alegre - Paraná Clube 1:1   |  |
| EC Vitória - Sport Recife 3:1            |  |
|                                          |  |
| Mecze przesunięte                        |  |

| Data          | Mecz                                |
| ------------- | ----------------------------------- |
| 23 lipca 1997 | Santos FC - Grêmio Porto Alegre 3:0 |

### Kolejka 6
| Mecze 26-27 lipca 1997                       |
| -------------------------------------------- |
| América Natal - Botafogo FR 0:0              |
| Sport Recife - Santos FC 1:1                 |
| Fluminense FC - Coritiba FBC 1:1             |
| CR Flamengo - CR Vasco da Gama 0:1           |
| Goiás EC - Atlético Mineiro 1:2              |
| Corinthians Paulista - União São João EC 1:0 |
| Paraná Clube - Portuguesa 0:1                |
| Guarani FC - CA Bragantino 2:1               |
| EC Juventude - Grêmio Porto Alegre 0:1       |
| Cruzeiro EC - Athletico Paranaense 0:0       |
| EC Bahia - EC Vitória 3:3                    |

| Data              | Mecz                                        |
| ----------------- | ------------------------------------------- |
| 30 lipca 1997     | Criciúma - São Paulo 2:1                    |
|                   |                                             |
| Mecze przesunięte |                                             |
| 30 lipca 1997     | CR Vasco da Gama - Goiás EC 2:0             |
| 30 lipca 1997     | Sport Recife - CR Flamengo 1:0              |
| 30 lipca 1997     | Corinthians Paulista - Atlético Mineiro 0:0 |

### Kolejka 7
| Mecze 2, 3 i 4 sierpnia 1997           |  |
| -------------------------------------- |  |
| SE Palmeiras - Botafogo FR 3:1         |  |
| União São João EC - EC Juventude 1:0   |  |
| CA Bragantino - Goiás EC 0:1           |  |
| Athletico Paranaense - Parana 2:4      |  |
| Guarani FC - América Natal 1:2         |  |
| CR Vasco da Gama - Fluminense FC 3:1   |  |
| São Paulo - SC Internacional 1:1       |  |
| EC Vitória - Criciúma 1:0              |  |
| Grêmio Porto Alegre - Sport Recife 2:1 |  |
|                                        |  |
| Mecze przesunięte                      |  |

| Data            | Mecz                          |
| --------------- | ----------------------------- |
| 6 sierpnia 1997 | EC Vitória - SE Palmeiras 1:2 |
| 6 sierpnia 1997 | Portuguesa - EC Bahia 3:2     |

### Kolejka 8
| Mecze 9-10 sierpnia 1997                |  |
| --------------------------------------- |  |
| SC Internacional - EC Vitória 3:1       |  |
| Botafogo FR - Athletico Paranaense 3:1  |  |
| Paraná Clube - SE Palmeiras 1:1         |  |
| América Natal - Grêmio Porto Alegre 3:3 |  |
| Fluminense FC - Portuguesa 1:1          |  |
| Goiás EC - São Paulo 1:2                |  |
| CA Bragantino - Santos FC 2:1           |  |
| EC Bahia - Guarani FC 1:1               |  |
| Criciúma - União São João EC 0:0        |  |
| EC Juventude - Coritiba FBC 1:0         |  |
|                                         |  |
| Mecze przesunięte                       |  |

| Data             | Mecz                                |
| ---------------- | ----------------------------------- |
| 12 sierpnia 1997 | Atlético Mineiro - CR Flamengo 2:4  |
| 13 sierpnia 1997 | SC Internacional - SE Palmeiras 2:1 |
| 13 sierpnia 1997 | Criciúma - Botafogo FR 1:0          |

### Kolejka 9
| Mecze 16-17 sierpnia 1997               |
| --------------------------------------- |
| Athletico Paranaense - Goiás EC 2:1     |
| Coritiba FBC - Corinthians Paulista 2:0 |
| União São João EC - Sport Recife 1:1    |
| SC Internacional - Fluminense FC 4:1    |
| CR Vasco da Gama - CA Bragantino 3:0    |
| SE Palmeiras - Cruzeiro EC 4:0          |
| EC Bahia - São Paulo 3:1                |
| Portuguesa - América Natal 3:0          |
| Guarani FC - Paraná Clube 1:2           |
| Atlético Mineiro - EC Juventude 2:1     |

### Kolejka 10
| Mecze 19-20 sierpnia 1997                       |
| ----------------------------------------------- |
| Corinthians Paulista - Athletico Paranaense 1:2 |
| América Natal - CR Vasco da Gama 0:0            |
| EC Juventude - Santos FC 1:1                    |
| Botafogo FR - União São João EC 1:1             |
| Fluminense FC - Guarani FC 3:1                  |
| São Paulo - Atlético Mineiro 0:2                |
| CA Bragantino - Portuguesa 1:1                  |
| SC Internacional - Coritiba FBC 2:0             |
| Sport Recife - EC Bahia 2:0                     |
| Goiás EC - Paraná Clube 1:0                     |
| Cruzeiro EC - Criciúma 4:3                      |

### Kolejka 11
| Mecze 23-24 sierpnia 1997                  |  |
| ------------------------------------------ |  |
| EC Bahia - Fluminense FC 3:3               |  |
| Athletico Paranaense - São Paulo 1:1       |  |
| Coritiba FBC - CA Bragantino 4:2           |  |
| Santos FC - CR Vasco da Gama 3:1           |  |
| Grêmio Porto Alegre - SC Internacional 2:5 |  |
| Criciúma - Paraná Clube 1:0                |  |
| EC Juventude - EC Vitória 1:0              |  |
| Atlético Mineiro - Sport Recife 1:1        |  |
|                                            |  |
| Mecze przesunięte                          |  |

| Data             | Mecz                             |
| ---------------- | -------------------------------- |
| 27 sierpnia 1997 | Botafogo FR - Guarani FC 1:1     |
| 27 sierpnia 1997 | Paraná Clube - Fluminense FC 0:0 |

### Kolejka 12
| Mecze 30-31 sierpnia 1997                |  |
| ---------------------------------------- |  |
| SE Palmeiras - Criciúma 0:1              |  |
| Sport Recife - CR Vasco da Gama 2:3      |  |
| Fluminense FC - Santos FC 1:0            |  |
| CR Flamengo - Botafogo FR 0:0            |  |
| SC Internacional - Atlético Mineiro 1:1  |  |
| EC Vitória - Grêmio Porto Alegre 1:1     |  |
| Cruzeiro EC - EC Bahia 3:1               |  |
| CA Bragantino - Athletico Paranaense 3:2 |  |
| União São João EC - Coritiba FBC 0:1     |  |
| América Natal - Goiás EC 1:0             |  |
| Portuguesa - Guarani FC 5:0              |  |
| Paraná Clube - EC Juventude 1:2          |  |
| Corinthians Paulista - São Paulo 0:1     |  |
|                                          |  |
| Mecze przesunięte                        |  |

| Data            | Mecz                                     |
| --------------- | ---------------------------------------- |
| 4 września 1997 | Athletico Paranaense - Fluminense FC 0:0 |
| 4 września 1997 | União São João EC - SE Palmeiras 0:0     |

### Kolejka 13
| Mecze 6-7 września 1997                    |
| ------------------------------------------ |
| Botafogo FR - SC Internacional 0:2         |
| Grêmio Porto Alegre - CR Vasco da Gama 3:1 |
| Atlético Mineiro - CA Bragantino 2:1       |
| União São João EC - Portuguesa 0:1         |
| EC Bahia - Corinthians Paulista 1:2        |
| CR Flamengo - Cruzeiro EC 2:0              |
| Guarani FC - EC Vitória 3:3                |
| EC Juventude - América Natal 3:1           |
| Paraná Clube - Coritiba FBC 1:1            |
| Santos FC - Criciúma 2:0                   |
| São Paulo - SE Palmeiras 0:2               |
| Sport Recife - Goiás EC 1:0                |

### Kolejka 14
| Mecze 11-12 września 1997                |
| ---------------------------------------- |
| Fluminense FC - CR Flamengo 1:2          |
| CR Vasco da Gama - União São João EC 6:0 |
| Portuguesa - São Paulo 2:1               |
| Goiás EC - Guarani FC 2:1                |
| EC Bahia - Paraná Clube 2:1              |
| Coritiba FBC - Grêmio Porto Alegre 3:3   |
| SC Internacional - EC Juventude 0:1      |
| Criciúma - Sport Recife 2:0              |
| América Natal - Cruzeiro EC 2:1          |
| Corinthians Paulista - EC Vitória 3:1    |
| Atlético Mineiro - Santos FC 2:1         |

| Data                 | Mecz                            |
| -------------------- | ------------------------------- |
| 15 października 1997 | CA Bragantino - Botafogo FR 1:3 |

### Kolejka 15
| Mecze 13-14 września 1997               |
| --------------------------------------- |
| São Paulo - Botafogo FR 2:2             |
| CA Bragantino - SE Palmeiras 2:1        |
| Grêmio Porto Alegre - EC Bahia 2:2      |
| Cruzeiro EC - Paraná Clube 4:0          |
| Portuguesa - Corinthians Paulista 2:1   |
| EC Vitória - CR Vasco da Gama 4:2       |
| CR Flamengo - América Natal 4:2         |
| Athletico Paranaense - EC Juventude 3:1 |
| Guarani FC - Atlético Mineiro 1:3       |
| Santos FC - Coritiba FBC 2:1            |
| Goiás EC - Criciúma 3:2                 |
| Sport Recife - SC Internacional 2:0     |

### Kolejka 16
| Mecze 17-18 września 1997                      |
| ---------------------------------------------- |
| Guarani FC - CR Flamengo 1:1                   |
| Santos FC - São Paulo 2:1                      |
| CR Vasco da Gama - SC Internacional 2:1        |
| Criciúma - EC Juventude 1:1                    |
| Sport Recife - Portuguesa 1:2                  |
| EC Vitória - CA Bragantino 2:0                 |
| Cruzeiro EC - União São João EC 0:1            |
| Paraná Clube - América Natal 0:0               |
| Grêmio Porto Alegre - Athletico Paranaense 3:1 |
| Goiás EC - Coritiba FBC 1:0                    |
| SE Palmeiras - EC Bahia 1:1                    |
| Atlético Mineiro - Fluminense FC 1:0           |

### Kolejka 17
| Mecze 20-21 września 1997                      |  |
| ---------------------------------------------- |  |
| CR Vasco da Gama - Paraná Clube 4:1            |  |
| Grêmio Porto Alegre - Corinthians Paulista 2:0 |  |
| EC Juventude - Cruzeiro EC 0:0                 |  |
| CR Flamengo - CA Bragantino 0:0                |  |
| Coritiba FBC - Criciúma 3:2                    |  |
| Fluminense FC - Sport Recife 0:3               |  |
| SE Palmeiras - Santos FC 5:0                   |  |
| São Paulo - EC Vitória 3:1                     |  |
| Botafogo FR - EC Bahia 1:3                     |  |
| SC Internacional - Goiás EC 3:1                |  |
| Atlético Mineiro - Portuguesa 1:1              |  |
| América Natal - Athletico Paranaense 2:0       |  |
|                                                |  |
| Mecze przesunięte                              |  |

| Mecze 23-24 września 1997              |
| -------------------------------------- |
| Coritiba FBC - Cruzeiro EC 0:0         |
| União São João EC - Fluminense FC 1:1  |
| Botafogo FR - Corinthians Paulista 1:0 |

### Kolejka 18
| Mecze 27-28 września 1997               |
| --------------------------------------- |
| Coritiba FBC - Guarani FC 3:1           |
| Santos FC - Botafogo FR 1:2             |
| São Paulo - EC Juventude 0:0            |
| Portuguesa - CR Vasco da Gama 1:2       |
| Athletico Paranaense - CR Flamengo 0:0  |
| Fluminense FC - América Natal 2:4       |
| Corinthians Paulista - SE Palmeiras 2:2 |
| CA Bragantino - Grêmio Porto Alegre 1:1 |
| Paraná Clube - SC Internacional 0:0     |
| Criciúma - Atlético Mineiro 1:1         |
| Sport Recife - Cruzeiro EC 4:1          |
| EC Bahia - União São João EC 4:2        |
| Goiás EC - EC Vitória 1:2               |

### Kolejka 19
| Mecze 1 - 2 października 1997            |
| ---------------------------------------- |
| CR Vasco da Gama - SE Palmeiras 2:1      |
| EC Juventude - CR Flamengo 0:1           |
| Botafogo FR - Sport Recife 1:0           |
| Athletico Paranaense - Portuguesa 2:0    |
| Grêmio Porto Alegre - Cruzeiro EC 0:0    |
| Criciúma - SC Internacional 0:1          |
| EC Bahia - Goiás EC 3:1                  |
| EC Vitória - América Natal 1:1           |
| Guarani FC - São Paulo 0:0               |
| Corinthians Paulista - CA Bragantino 2:0 |
| Santos FC - União São João EC 3:1        |
| Atlético Mineiro - Coritiba FBC 3:1      |

### Kolejka 20
| Mecze 4 - 5 października 1997               |
| ------------------------------------------- |
| Cruzeiro EC - Goiás EC 4:0                  |
| Paraná Clube - CR Flamengo 1:2              |
| América Natal - Corinthians Paulista 1:1    |
| Grêmio Porto Alegre - Botafogo FR 1:1       |
| União São João EC - EC Vitória 2:2          |
| São Paulo - Sport Recife 4:2                |
| EC Bahia - Atlético Mineiro 0:2             |
| Guarani FC - SC Internacional 1:1           |
| Portuguesa - Santos FC 1:1                  |
| CR Vasco da Gama - Athletico Paranaense 2:1 |

| Data                 | Mecz                             |
| -------------------- | -------------------------------- |
| 29 października 1997 | Fluminense FC - Criciúma 2:0     |
| 5 listopada 1997     | EC Juventude - CA Bragantino 2:1 |
|                      |                                  |
| Mecze przesunięte    |                                  |

| Mecze 7 - 8 października 1997         |
| ------------------------------------- |
| CR Flamengo - Grêmio Porto Alegre 3:2 |
| Coritiba FBC - SE Palmeiras 1:1       |
| Cruzeiro EC - CR Vasco da Gama 0:0    |

### Kolejka 21
| Mecze 11 - 12 października 1997            |  |
| ------------------------------------------ |  |
| CR Flamengo - São Paulo 1:0                |  |
| Coritiba FBC - CR Vasco da Gama 1:3        |  |
| Corinthians Paulista - Paraná Clube 0:1    |  |
| Santos FC - Guarani FC 3:2                 |  |
| Botafogo FR - Fluminense FC 2:1            |  |
| EC Vitória - Athletico Paranaense 3:1      |  |
| Atlético Mineiro - Grêmio Porto Alegre 2:1 |  |
| Sport Recife - EC Juventude 1:2            |  |
| SE Palmeiras - Portuguesa 0:0              |  |
| CA Bragantino - Cruzeiro EC 0:0            |  |
| União São João EC - Goiás EC 0:2           |  |
| SC Internacional - América Natal 1:0       |  |
| Criciúma - EC Bahia 2:0                    |  |
|                                            |  |
| Mecze przesunięte                          |  |

| Data                 | Mecz                                 |
| -------------------- | ------------------------------------ |
| 14 października 1997 | Santos FC - Corinthians Paulista 1:0 |

### Kolejka 22
| Mecze 18 - 19 października 1997          |  |
| ---------------------------------------- |  |
| Cruzeiro EC - Corinthians Paulista 1:0   |  |
| Goiás EC - Fluminense FC 2:2             |  |
| CR Flamengo - SE Palmeiras 0:0           |  |
| EC Juventude - Portuguesa 0:0            |  |
| São Paulo - Coritiba FBC 0:0             |  |
| América Natal - CA Bragantino 3:2        |  |
| Grêmio Porto Alegre - Criciúma 1:0       |  |
| Paraná Clube - EC Vitória 1:2            |  |
| Athletico Paranaense - Santos FC 1:1     |  |
| Guarani FC - Sport Recife 1:1            |  |
| CR Vasco da Gama - Botafogo FR 1:0       |  |
| Atlético Mineiro - União São João EC 5:3 |  |
|                                          |  |
| Mecze przesunięte                        |  |

| Mecze 21 - 22 października 1997          |
| ---------------------------------------- |
| Portuguesa - Cruzeiro EC 3:2             |
| Fluminense FC - Corinthians Paulista 1:0 |
| SE Palmeiras - Athletico Paranaense 3:1  |
| EC Bahia - SC Internacional 1:4          |

### Kolejka 23
| Mecze 25 - 26 października 1997         |  |
| --------------------------------------- |  |
| SC Internacional - CR Flamengo 4:0      |  |
| Santos FC - EC Bahia 3:1                |  |
| Portuguesa - Goiás EC 1:2               |  |
| Criciúma - CR Vasco da Gama 3:4         |  |
| Botafogo FR - Paraná Clube 0:0          |  |
| SE Palmeiras - Grêmio Porto Alegre 5:1  |  |
| São Paulo - União São João EC 7:1       |  |
| Sport Recife - CA Bragantino 2:1        |  |
| Guarani FC - EC Juventude 0:0           |  |
| Coritiba FBC - Athletico Paranaense 0:2 |  |
| EC Vitória - Cruzeiro EC 1:1            |  |
| Atlético Mineiro - América Natal 3:2    |  |
|                                         |  |
| Mecze przesunięte                       |  |

| Data                 | Mecz                         |
| -------------------- | ---------------------------- |
| 30 października 1997 | CR Flamengo - EC Vitória 1:0 |

### Kolejka 24
| Mecze 1 - 2 listopada 1997                  |  |
| ------------------------------------------- |  |
| Athletico Paranaense - SC Internacional 2:1 |  |
| Corinthians Paulista - Sport Recife 0:1     |  |
| Cruzeiro EC - Botafogo FR 2:3               |  |
| EC Vitória - Santos FC 2:0                  |  |
| EC Juventude - Fluminense FC 1:1            |  |
| SE Palmeiras - Goiás EC 3:3                 |  |
| CR Flamengo - Coritiba FBC 1:0              |  |
| CR Vasco da Gama - EC Bahia 3:1             |  |
| Paraná Clube - Atlético Mineiro 1:0         |  |
| Portuguesa - Criciúma 2:2                   |  |
| América Natal - São Paulo 1:3               |  |
| Grêmio Porto Alegre - Guarani FC 1:4        |  |
| CA Bragantino - União São João EC 1:0       |  |
|                                             |  |
| Mecze przesunięte                           |  |

| Data             | Mecz                                   |
| ---------------- | -------------------------------------- |
| 5 listopada 1997 | União São João EC - Guarani FC 0:1     |
| 5 listopada 1997 | Corinthians Paulista - CR Flamengo 1:0 |
| 5 listopada 1997 | Santos FC - América Natal 2:0          |

### Kolejka 25
| Mecze 8 - 9 listopada 1997              |
| --------------------------------------- |
| Guarani FC - CR Vasco da Gama 3:2       |
| Botafogo FR - Portuguesa 3:3            |
| Fluminense FC - Grêmio Porto Alegre 0:2 |
| Goiás EC - Corinthians Paulista 0:2     |
| Santos FC - Cruzeiro EC 2:2             |
| SC Internacional - CA Bragantino 7:0    |
| Criciúma - Athletico Paranaense 1:1     |
| Coritiba FBC - América Natal 2:0        |
| Atlético Mineiro - EC Vitória 3:2       |
| EC Bahia - EC Juventude 0:0             |
| CR Flamengo - União São João EC 0:0     |
| Sport Recife - SE Palmeiras 1:1         |
| São Paulo - Paraná Clube 4:4            |

### Tabela końcowa fazy ligowej sezonu 1997
| Poz | Klub                 | Mecze | Zw | Rem | Por | Pkt | BrZd | BrStr |
| --- | -------------------- | ----- | -- | --- | --- | --- | ---- | ----- |
| 1   | CR Vasco da Gama     | 25    | 17 | 3   | 5   | 54  | 55   | 32    |
| 2   | SC Internacional     | 25    | 15 | 6   | 4   | 51  | 52   | 21    |
| 3   | Atlético Mineiro     | 25    | 14 | 5   | 6   | 47  | 42   | 33    |
| 4   | Portuguesa           | 25    | 12 | 9   | 4   | 45  | 45   | 28    |
| 5   | CR Flamengo          | 25    | 12 | 6   | 7   | 42  | 30   | 24    |
| 6   | Santos FC            | 25    | 12 | 5   | 8   | 41  | 39   | 33    |
| 7   | SE Palmeiras         | 25    | 10 | 10  | 5   | 40  | 47   | 24    |
| 8   | EC Juventude         | 25    | 9  | 10  | 6   | 37  | 24   | 20    |
| 9   | EC Vitória           | 25    | 9  | 9   | 7   | 36  | 44   | 40    |
| 10  | Botafogo FR          | 25    | 8  | 10  | 7   | 34  | 32   | 32    |
| 11  | Sport Recife         | 25    | 9  | 6   | 10  | 33  | 34   | 32    |
| 12  | São Paulo            | 25    | 8  | 9   | 8   | 33  | 41   | 32    |
| 13  | Paraná Clube         | 25    | 8  | 8   | 9   | 32  | 30   | 30    |
| 14  | Grêmio Porto Alegre  | 25    | 7  | 10  | 8   | 31  | 34   | 47    |
| 15  | Coritiba FBC         | 25    | 7  | 9   | 9   | 30  | 31   | 32    |
| 16  | América Natal        | 25    | 7  | 9   | 9   | 30  | 31   | 40    |
| 17  | Corinthians Paulista | 25    | 8  | 5   | 12  | 29  | 23   | 27    |
| 18  | Athletico Paranaense | 25    | 9  | 6   | 10  | 28* | 37   | 41    |
| 19  | Goiás EC             | 25    | 7  | 3   | 13  | 28  | 30   | 40    |
| 20  | Cruzeiro EC          | 25    | 6  | 10  | 9   | 28  | 30   | 35    |
| 21  | Guarani FC           | 25    | 6  | 10  | 9   | 28  | 36   | 43    |
| 22  | CA Bragantino        | 25    | 7  | 5   | 13  | 26  | 27   | 46    |
| 23  | EC Bahia             | 25    | 6  | 8   | 11  | 26  | 39   | 49    |
| 24  | Criciúma             | 25    | 6  | 7   | 12  | 25  | 27   | 35    |
| 25  | Fluminense FC        | 25    | 4  | 10  | 11  | 22  | 26   | 41    |
| 26  | União São João EC    | 25    | 2  | 9   | 14  | 15  | 18   | 47    |

- Athletico Paranaense - 5 punktów odjęto

### Faza finałowa

#### Faza finałowa - kolejka 1
| Mecze 15 - 16 listopada 1997        |
| ----------------------------------- |
| EC Juventude - CR Vasco da Gama 0:3 |
| Atlético Mineiro - Santos FC 2:0    |
| CR Flamengo - Portuguesa 1:0        |
| SE Palmeiras - SC Internacional 1:0 |

#### Faza finałowa - kolejka 2
| Data              | Mecz                                    |
| ----------------- | --------------------------------------- |
| 23 listopada 1997 | Portuguesa - EC Juventude 2:0           |
| 23 listopada 1997 | CR Vasco da Gama - CR Flamengo 1:1      |
| 23 listopada 1997 | SC Internacional - Atlético Mineiro 2:0 |
| 23 listopada 1997 | Santos FC - SE Palmeiras 3:3            |

#### Faza finałowa - kolejka 3
| Data              | Mecz                                |
| ----------------- | ----------------------------------- |
| 26 listopada 1997 | EC Juventude - CR Flamengo 3:2      |
| 26 listopada 1997 | Atlético Mineiro - SE Palmeiras 0:1 |
| 26 listopada 1997 | CR Vasco da Gama - Portuguesa 2:1   |
| 26 listopada 1997 | Santos FC - SC Internacional 4:0    |

#### Faza finałowa - kolejka 4
| Mecze 29 - 30 listopada 1997        |
| ----------------------------------- |
| Portuguesa - CR Vasco da Gama 1:3   |
| SC Internacional - Santos FC 4:1    |
| CR Flamengo - EC Juventude 2:0      |
| SE Palmeiras - Atlético Mineiro 3:1 |

#### Faza finałowa - kolejka 5
| Data           | Mecz                                    |
| -------------- | --------------------------------------- |
| 3 grudnia 1997 | CR Flamengo - CR Vasco da Gama 1:4      |
| 3 grudnia 1997 | EC Juventude - Portuguesa 2:1           |
| 3 grudnia 1997 | SE Palmeiras - Santos FC 1:0            |
| 3 grudnia 1997 | Atlético Mineiro - SC Internacional 3:2 |

#### Faza finałowa - kolejka 6
| Mecze 6 - 7 grudnia 1997            |
| ----------------------------------- |
| Portuguesa - CR Flamengo 0:0        |
| CR Vasco da Gama - EC Juventude 1:1 |
| Santos FC - Atlético Mineiro 1:0    |
| SC Internacional - SE Palmeiras 0:1 |

#### Tabele fazy finałowej
| Poz | Klub             | Mecze | Zw | Rem | Por | Pkt | BrZd | BrStr |
| --- | ---------------- | ----- | -- | --- | --- | --- | ---- | ----- |
| 1   | CR Vasco da Gama | 6     | 4  | 2   | 0   | 14  | 14   | 5     |
| 2   | CR Flamengo      | 6     | 2  | 2   | 2   | 8   | 7    | 8     |
| 3   | EC Juventude     | 6     | 2  | 1   | 3   | 7   | 6    | 11    |
| 4   | Portuguesa       | 6     | 1  | 1   | 4   | 4   | 5    | 8     |

| Poz | Klub             | Mecze | Zw | Rem | Por | Pkt | BrZd | BrStr |
| --- | ---------------- | ----- | -- | --- | --- | --- | ---- | ----- |
| 1   | SE Palmeiras     | 6     | 5  | 1   | 0   | 16  | 10   | 4     |
| 2   | Santos FC        | 6     | 2  | 1   | 3   | 7   | 9    | 10    |
| 3   | SC Internacional | 6     | 2  | 0   | 4   | 6   | 8    | 10    |
| 4   | Atlético Mineiro | 6     | 2  | 0   | 4   | 6   | 6    | 9     |

#### Finał
| Data            | Mecz                                |
| --------------- | ----------------------------------- |
| 14 grudnia 1997 | SE Palmeiras - CR Vasco da Gama 0:0 |
| 20 grudnia 1997 | CR Vasco da Gama - SE Palmeiras 0:0 |

Dzięki lepszemu dorobkowi punktowemu uzyskanemu w sezonie mistrzem Brazylii w 1997 roku został klub CR Vasco da Gama, natomiast klub SE Palmeiras został wicemistrzem Brazylii.

## Końcowa klasyfikacja sezonu 1997
| Poz | Klub                 | Mecze | Zw | Rem | Por | Pkt | BrZd | BrStr |
| --- | -------------------- | ----- | -- | --- | --- | --- | ---- | ----- |
| 1   | CR Vasco da Gama     | 33    | 21 | 7   | 5   | 70  | 69   | 37    |
| 2   | SE Palmeiras         | 33    | 15 | 13  | 5   | 58  | 57   | 28    |
| 3   | SC Internacional     | 31    | 17 | 6   | 8   | 57  | 60   | 31    |
| 4   | Atlético Mineiro     | 31    | 16 | 5   | 10  | 53  | 48   | 42    |
| 5   | CR Flamengo          | 31    | 14 | 8   | 9   | 50  | 37   | 32    |
| 6   | Portuguesa           | 31    | 13 | 10  | 8   | 49  | 50   | 36    |
| 7   | Santos FC            | 31    | 14 | 6   | 11  | 48  | 48   | 43    |
| 8   | EC Juventude         | 31    | 11 | 11  | 9   | 44  | 30   | 31    |
| 9   | EC Vitória           | 25    | 9  | 9   | 7   | 36  | 44   | 40    |
| 10  | Botafogo FR          | 25    | 8  | 10  | 7   | 34  | 32   | 32    |
| 11  | Sport Recife         | 25    | 9  | 6   | 10  | 33  | 34   | 32    |
| 12  | São Paulo            | 25    | 8  | 9   | 8   | 33  | 41   | 32    |
| 13  | Paraná Clube         | 25    | 8  | 8   | 9   | 32  | 30   | 30    |
| 14  | Grêmio Porto Alegre  | 25    | 7  | 10  | 8   | 31  | 34   | 47    |
| 15  | Coritiba FBC         | 25    | 7  | 9   | 9   | 30  | 31   | 32    |
| 16  | América Natal        | 25    | 7  | 9   | 9   | 30  | 31   | 40    |
| 17  | Corinthians Paulista | 25    | 8  | 5   | 12  | 29  | 23   | 27    |
| 18  | Athletico Paranaense | 25    | 9  | 6   | 10  | 28  | 37   | 41    |
| 19  | Goiás EC             | 25    | 8  | 4   | 13  | 28  | 30   | 40    |
| 20  | Cruzeiro EC          | 25    | 6  | 10  | 9   | 28  | 30   | 35    |
| 21  | Guarani FC           | 25    | 6  | 10  | 9   | 28  | 36   | 43    |
| 22  | CA Bragantino        | 25    | 7  | 5   | 13  | 26  | 27   | 46    |
| 23  | EC Bahia             | 25    | 6  | 8   | 11  | 26  | 39   | 49    |
| 24  | Criciúma             | 25    | 6  | 7   | 12  | 25  | 27   | 35    |
| 25  | Fluminense FC        | 25    | 4  | 10  | 11  | 22  | 26   | 41    |
| 26  | União São João EC    | 25    | 2  | 9   | 14  | 15  | 18   | 47    |

- W Copa CONMEBOL 1998 wziął także udział jeden klub spoza pierwszej ligi - Sampaio Corrêa FC